# Travelogue
Travelogue és el segon disc del grup de pop electrònic The Human League, aparegut l'any 1980 al segell Virgin Records.
Com el seu predecessor (Reproduction), tots els seus sons estan generats amb sintetitzadors (fins i tot els percussius; en aquesta ocasió el grup treballà amb el productor Richard Mainwaring, que un any més tard col·laboraria amb Orchestral Manoeuvres in the Dark en el seu aclamat àlbum Architecture & Morality.
El disc arrenca amb "The Black Hit of Space", la història d'un LP que té les propietats dels forats negres; també s'hi inclou una versió del tema "Only after dark" (original de Mick Ronson, guitarrista de David Bowie i de Lou Reed) i una cançó creada a partir de la sintonia d'un anunci de ginebra Gordon's, composta per Jeff Wynne (artífex de la banda sonora de La guerra dels mons). "Being boiled", el primer tema que compongueren junts Oakey, Marsh i Ware, apareix aquí en una nova versió.
Tot i el seu relatiu èxit comercial, les tensions acumulades entre els membres de The Human League van provocar la divisió del grup: Marsh i Ware formaren una nova banda (Heaven 17) mentre Oakey i Wright continuaven amb The Human League. "Travelogue" fou, doncs, l'últim disc del grup amb la seva formació original.
El 1988, Virgin Records remasteritzà el disc, afegint-li fins a 7 temes extra.

## Llista de cançons
1. The black hit of space – 4:11
2. Only after dark (Richardson/Mick Ronson) – 3:51
3. Life kills – 3:08
4. Dreams of leaving – 5:52
5. Toyota City – 3:21
6. Crow and a baby – 3:43
7. The touchables – 3:21
8. Gordon's Gin (Jeff Wayne) – 2:59
9. Being boiled – 4:22
10. WXJL tonight – 4:46
11. Marianne – 3:17
12. Dancevision (Marsh/Ware) – 2:22
13. Rock 'n' Roll —- Night Clubbing (Gary Glitter/Mike Leander - David Bowie/James Osterberg) – 6:23
14. Tom Baker – 4:01
15. Boys and Girls – 3:14
16. I don't depend on you – 4:36
17. Cruel – 4:45

## Informació addicional
- The Human League són Philip Oakey (veu, sintetitzador), Ian Craig Marsh (sintetitzador, programacions), Martyn Ware (veu, sintetitzador, programacions) i Phillip Adrian Wright (diapositives, projeccions).
- Temes escrits per Oakey/Marsh/Ware excepte on s'especifiqui una altra cosa.
- Producció: The Human League i Richard Mainwaring, excepte els temes 11, 12 i 13 (produïts per The Human League i John Leckie) i els temes 16 i 17, produïts per Colin Thurnston i The Men.
- Els temes "Marianne", "Dancevision" i "Rock 'n' Roll —- Night Clubbing" foren editats conjuntament en l'EP "Holiday '80". La versió original de "Dancevision" data de 1977, quan Marsh i Ware formaven el grup "The Future".
- Els temes "I don't depend on you" i "Cruel" formaren les cares A i B, respectivament, d'un senzill publicat amb el pseudònim de The Men. "Cruel" és la versió instrumental de "I don't depend on you".
- "Boys and Girls" fou el primer senzill extret pre The Human League després de la separació de Martyn Ware i Ian Craig Marsh.